# Lithophane vivida
Lithophane vivida är en fjärilsart som beskrevs av Dyar 1910. Lithophane vivida ingår i släktet Lithophane och familjen nattflyn. Inga underarter finns listade i Catalogue of Life.